# Exetastes buccatus
Exetastes buccatus là một loài tò vò trong họ Ichneumonidae.